# Towarzystwo Miłośników Rydułtów
Towarzystwo Miłośników Rydułtów, zarejestrowane 18 stycznia 1993 r., zostało powołane w celu zaangażowania mieszkańców do działalności na rzecz miasta, popularyzację jego historii oraz integrację mieszkańców. Pierwszym prezesem wybranym przez zarząd była Kornelia Newy. Od 1994 r. prezesem jest Henryk Machnik. Towarzystwo regularnie wystawia swoich przedstawicieli na kandydatów do samorządu. 
Towarzystwo Miłośników Rydułtów:
- wydaje miesięcznik "Kluka", którego redaktorem naczelnym jest Maria Wieczorek
- wydaje widokówki z wizerunkiem miasta
- organizuje imprezy biesiadne
- organizuje konkursy: gwary śląskiej, wybiera Rydułtowika Roku, konkurs na piosenkę o Rydułtowach

Laureaci konkursu na Rydułtowika Roku, w pierwszej edycji:
- Urszula Matuszek w dziedzinie kultury
- Alojzy Musioł za działalność sportową
- Ewald Brzezinka – popularyzacja kultury
- Stanisław Brzęczek -działalność społeczna